# アメリカ欧州海軍
アメリカ海軍ヨーロッパ-アフリカ（アメリカかいぐんヨーロッパ-アフリカ、英: United States Naval Forces Europe-Africa、略称：CNE-CNA）は、アメリカ欧州軍およびアメリカアフリカ軍の海上戦力。
2020年以前はアメリカヨーロッパ海軍–アフリカ海軍（NAVEUR-NAVAF）と呼ばれていた。

## 概要
欧州海軍は、米国欧州軍およびアフリカ軍の担当領域における米海軍の全体的な指揮、運用管理及び調整を行っている。ヨーロッパの海軍部隊として、米国欧州海軍の司令官は、平時、不測の事態、戦争中、および米国欧州軍司令官の任務に従って、ヨーロッパ方面での海軍作戦を計画、実施、および支援します。欧州海軍は、過激派ネットワークの混乱、違法取引の抑止、海賊行為や海事犯罪の防止などでヨーロッパ、アフリカ、南アメリカの政府と協力しています。
現在ナポリに本部を置いており、イタリアのナポリにある米国第6艦隊の司令官を通じて担当海域のすべての海軍作戦を指揮しています。
NATOの司令官であるナポリ統連合軍司令部司令官を兼務するロバート・ピーター・バーク提督によって指揮されている。副司令官は現在、第6艦隊司令官を兼務しているユージーンブラック副提督である。

### 現在
USNAVEURは現在、アフリカ、特にギニア湾地域に注目を集めています。これは、アフリカの石油埋蔵量の重要性が高まっていることも一因です。現在、戦艦はアフリカ地域の海軍を支援するために配備されていることが多く、その地域で最も重要なのはナイジェリア海軍です。この取り組みに関連して、新しい部隊、米国アフリカ海軍は立ち上がっており、2008年9月に完了する予定です。これは、西アフリカ地域に対するUSNの責任の再編成を意味する可能性があります。その結果、NAVEURは現在、米国ヨーロッパアフリカ海軍、さらにはNAVAFと呼ばれることもあります。ただし、現在、別の海軍アフリカ本部を設立するための承認された計画はありません。二つの新しいタスクグループは、走る司令タスクグループ60.4アクティブになっているアフリカ・パートナーシップ駅の展開シリーズを、そして司令タスクグループ60.5、東南アジア、アフリカタスクグループ。
米海軍ヨーロッパ司令官-アフリカ米海軍司令官（NAVEUR-NAVAF）の責任範囲（AOR）は、北極から南極までの大西洋の約半分をカバーしています。アドリア海、バルト海、バレンツ、黒海、カスピ海、地中海、北海も含まれます。NAVEUR-NAVAFは、ロシア、ヨーロッパ、およびアフリカ大陸のほぼ全域をカバーしています。これには、合計人口が10億人を超える105か国が含まれ、3,600万平方キロメートルを超える陸地が含まれます。
AORは、2,000万平方海里以上の海を管轄し、3つの大陸に接しており、地球の海岸線の67％以上、陸地の30％、世界の人口の40％近くを占めています

## 歴史

### 第二次世界大戦以前
ヨーロッパにおける米海軍の最初は、南北戦争後のヨーロッパ艦隊である地中海艦隊であり、1906年に北大西洋艦隊の一部となりました。1917年、ヨーロッパ海域で活動するアメリカ海軍は、ウィリアム・S・シムズ提督の指揮下で、第一次世界大戦中のアメリカ海軍作戦のヨーロッパ方面を監督する命令を出した。彼の主な部下は、フランスのヘンリーブレイドウィルソン少将とジブラルタルのアルバートパーカーニブラックでした。
敵対行為の停止と連合軍によるトルコの占領に続いて、マークランバートブリストル少将は、トルコ海軍上級将校としてイスタンブールに派遣され、トルコ海域での米海軍分離を指揮しました。ブリストル少将は1919年1月28日にイスタンブールに到着し、USS スコーピオン （PY-3）に旗を掲げた。1919年8月、ブリストルは、トルコの外交問題について国務省を担当する米国高等弁務官の任命も受けました。彼の海軍能力において、ブリストルは米海軍のヨーロッパ海域の司令官を担当していました。1920年5月、副提督の旗艦であるUSS ピッツバーグ （CA-4）ハリー・S・ナップ、司令官、米海軍、ヨーロッパ海域、USS コール （DD-155）を伴って、コーカサスから多くのアメリカ海軍および救援要員を避難させた。1920年9月、旗艦のピッツバーグはリバウ沖のバルト海に座礁し、修理のために米国に戻った。1921年1月から1922年4月まで、アルバートパーカーニブラック副提督は、ヨーロッパ海域の米海軍司令官を務めました。
1926年以降、ヨーロッパ海軍の海軍は停止状態になりました。その後、1942年3月、既存の特別海軍の任務は海軍を指揮するために拡大されました。欧州海軍は、英国の海軍基地を維持し、連合国の諜報機関によって提供されている諜報および研究データを報告するために設立されました。英国政府およびフランス亡命政府との間で、多数の連絡チャンネルが開設されました。また、北アフリカとフランスの侵略の計画と準備を支援しました。1944年までに、本部はロンドン中心部に設立されました。建物は、本部が2009年にイタリアに移転したときに、海軍によって空となった。
ハロルド・R・スターク提督が1942年4月に、彼は米国第12艦隊の司令官として追加の任務を与えられました。ヨーロッパ海域で運用されていた艦隊は、1隻の戦艦、2隻の巡洋艦、空母、6隻の駆逐艦で構成されていました。

### 戦後 - 冷戦
1945年の秋までに、占領国における米海軍の主な機能は完了しました。敵の海軍は武装解除され、戦争資料が特定、説明され、港は再開され運用されていました。作戦上の重点が変更され、地理的領域が拡大するにつれて、名前が変更され、海軍の役割をより具体的に定義した。1946年11月に米国ヨーロッパ海軍は米国東大西洋及び地中海海軍（COMNELM）になり、6か月後の1947年4月に肩書きが変更され、米国東大西洋及び地中海海軍（CINCNELM）になりました。1946年から1956年まで、5隻から6隻の艦艇（巡洋艦と駆逐艦）からなる北欧軍が活動していました。
ロバート・ボストウィック・カーニー提督は1950年12月に米国東大西洋及び地中海海軍になりました。1951年6月、彼は南ヨーロッパ連合軍の司令官として追加の任務を引き受け、米国東大西洋及び地中海海軍本部はロンドンからナポリに移転しました。1952年6月、2つの司令部が分離されました。米国東大西洋及び地中海海軍本部がロンドンに戻り、ジェラルド・ライト提督が米国東大西洋及び地中海海軍最高司令官になり、カーニー提督はCINCSOUTHとしてナポリに留まりました。
ライトは1952年6月14日に最高司令官になりました。CINCELMは次の従属コマンドに編成された。
- 北ヨーロッパ軍（CTF 101）-CINCNELMの参謀長、ロバートB.ピリー少将
- フリートエア、東大西洋および地中海（CTF-122）-EAクルーズ海軍少将
- 軍事海上輸送サービス、東大西洋および地中海（CTF-123）-CFチリングスワース少将
- 在独米海軍、ドイツ（CTF-104）—オレム海軍少将
- 中東軍（CTF-109）-ウォレスM.ビークリー海軍大将
- 米国第6艦隊—JHキャサディ副提督

ルイス・フランシス・アルバート・ビクター・ニコラス・マウントバッテンは、ライトが米海軍の政策と1946年の原子力法の両方に従って、艦隊、特にその核武装空母の管理を維持したいと考えている間に、第6艦隊を彼の指揮に割り当てる必要があると感じていました。第6艦隊はNATOの演習に参加しました。
CINCNELMとして、ライトは同盟国との強力な外交関係を維持しました。その後、ライトは1953年5月にヨルダンのフセイン国王の戴冠式に出席した。

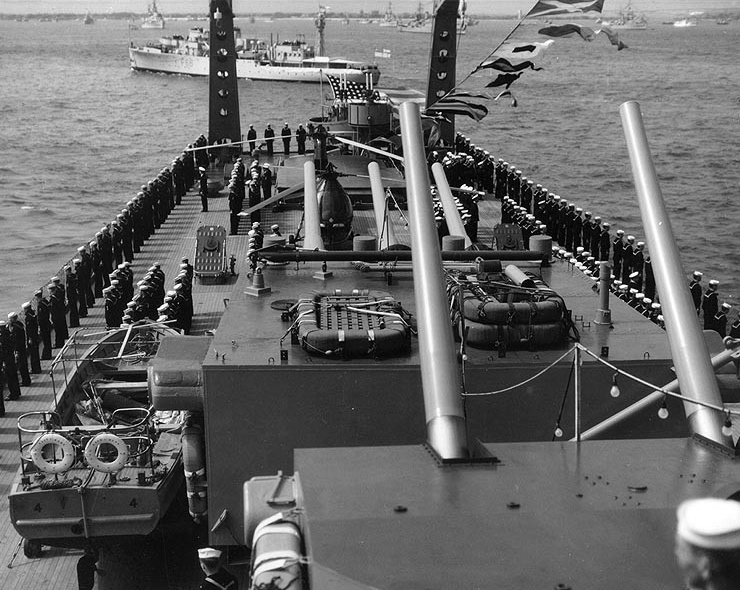
米海軍重巡洋艦USSボルチモア（CA-68）の乗組員

1953年6月には、ライトは米海軍で戴冠式の代表を務めたエリザベス女王重巡洋艦から彼の旗を掲げた。
ライト提督の手配でイギリスに米国大使を ウィンスロップアルドリッチのブロンズプラークを提示するジョン・ポール・ジョーンズ米国からの海軍歴史センターを開始し、英国政府に彼のアメリカ革命の長年の関連付けをする有名な海軍の英雄である。
1953年10月20日から11月4日までワシントンDCで開催されたハイレベル会議で、ライトは米国東大西洋及び地中海海軍最高司令官が米大西洋艦隊の部下指揮官になり、司令官であるリンデD.マコーミック提督に直接報告することを知らされました。また、ライトはNATOの東大西洋地域の長になり、最初の大西洋連合軍総司令官（SACLANT）であるマコーミック提督に報告しました。
マコーミック提督は1954年3月に次のように述べています。
「ライトは彼の通常の活力と能力で従属司令部の任務を引き継ぎました。新しい概念であるこの部隊は、彼が高度に示した分析の熟達度と指導権を必要としました。ライトは、私が現在保持しているポジションへの彼の差し迫った昇進にふさわしいものです。」
米国欧州軍副司令官のトーマス・T・ハンディ将軍も次のように述べています。
「ライト副提督は、米国東大西洋及び地中海海軍としての任務を非常に際立って遂行し、現在、CINCLANTおよびNATOSACLANTとしての新しい任務に命じられています。強くて断固とした性格の見事に資格のある役員。海軍の傑出した指導者の一人。」
ジェラルド・ライトは1954年4月1日に提督の階級に昇進した。
1958年9月、米国東大西洋及び地中海海軍のジェームズレミュエルホロウェイジュニア提督は、米国東大西洋司令官（USCOMEASTLANT）として追加の任務を割り当てられた。米国東大西洋司令官は、米大西洋艦隊総軍の司令官の下で、米国東大西洋司令官地域に配備されたLANTFLTユニットに情報と後方支援を提供しました。
1960年2月、司令部の役職は米国ヨーロッパ海軍司令官（CINCUSNAVEUR）に変更され、米国ヨーロッパ海軍司令官の役職は、トルコとエジプトからインド洋の真ん中までの中東での指揮のために保持されました。これらは別々の部隊でしたが、1人の司令官の管理下に置かれました。米国東大西洋及び地中海海軍最高司令官は、1964年2月1日に廃止されました。その間に、米国ヨーロッパ海軍司令官は、4人の部下の司令官に対して直接コマンドを行使しました。ペルシャ湾地域の感度が高まったため、COMIDEASTFORは1983年10月1日に米海軍中央司令官（COMUSNAVCENT）の管理司令官に任命されました。
CINCSOUTHと米国ヨーロッパ海軍司令官は、1983年1月1日にCINCSOUTHであったウィリアム・ジェームズ・クロウ・ジュニア提督も米国ヨーロッパ海軍司令官の称号を取得したときに、再び提督を共有しました。クロウ提督はNATOの指揮と本部をイタリアのナポリに保持しました。ロンドンのロナルド・J・ヘイズ副提督は、副米国ヨーロッパ海軍司令官になり、米軍東大西洋司令官司令官の称号を保持しました。米国ヨーロッパ海軍の本部はロンドンに残り、クロウ提督は両方の場所で時間を過ごしました。1989年2月28日、ジェームズ・ブキャナン・ブジーIV提督が最高司令官に任命された際、米国東大西洋司令官の責任が南ヨーロッパ連合軍最高司令官および欧州海軍最高司令官の責任に追加されました。

### 冷戦後 - 新冷戦
1996年9月、米国ヨーロッパ海軍司令官は米軍東大西洋司令部司令官の指定なしにCINCLANTFLT部隊を支援できることが合意されました。
1999年に、統合軍計画の修正後の責任範囲の変更が発表されました。ヨーロッパ沖とアフリカの西海岸を含む米国大西洋軍地域は、ヨーロッパ軍に移管されることになっていました。米国欧州軍は、ヨーロッパおよびアフリカの大部分におけるすべての米国の陸軍および空軍の計画にすでに責任を負っていた。この変更により、EUCOMとNAVEURは、同じ一般的な業務分野での海事計画の責任を負いました。変更は2000年10月1日に発効しました。現在ヨーロッパ沖とアフリカの西海岸を含む大西洋軍地域もヨーロッパ軍に移管されました。
2002年に、名前を米国ヨーロッパ海軍、(COMUSNAVEUR）に変更しました。
2004年3月15日、NATO合同軍ナポリ司令部（JFC）が始動し、その前身である南ヨーロッパ連合軍司令部が非発動しました。
米国ヨーロッパ海軍司令官は、COMJFCナポリとして引き続きデュアルハットされています。2005年8月、米国ヨーロッパ海軍司令官本部は、英国のロンドンからイタリアのナポリへの移転を完了しました。2005年9月20日の指令により、欧州海軍と第6艦隊が統合されました。NavEurは現在、NATO本部と同じ場所にあります。英国の米国海軍活動は2007年9月にパッシブ化した。

## 司令官
海軍の場合、海軍将官のツアーは通常2年間に制限されています。これは2006年に公式の方針として提示されました。
| 司令官                                                                                    | 司令官 | 日付                           |
| 特別海軍オブザーバー                                                                      | 特別海軍オブザーバー | 特別海軍オブザーバー           |
| ----------------------------------------------------------------------------------------- | --- | ------------------------------ |
|                                                                                           | VADM ロバート・リー・ゴームリー 特別海軍オブザーバー                                                                                         | 1940年8月〜1942年3月           |
| 米国ヨーロッパ海軍司令官 (COMNAVEUR)                                                      | |                                |
|                                                                                           | VADM ロバート・リー・ゴームリー 米国ヨーロッパ海軍司令官 (COMNAVEUR)                                                                         | 1942年3月〜1942年4月           |
|                                                                                           | ADM ハロルド・スターク 米国ヨーロッパ海軍司令官 (COMNAVEUR)                                                                                  | 1942年4月〜1945年8月           |
|                                                                                           | ADM ヘンリー・ケント・ヒューイット 米国ヨーロッパ海軍司令官 (COMNAVEUR)                                                                      | 1945年8月〜1946年9月           |
|                                                                                           | ADM リチャード・ランシング・コノリー 米国ヨーロッパ海軍司令官 (COMNAVEUR)                                                                    | 1946年9月〜1946年11月          |
| 米国東大西洋及び地中海海軍司令官 (COMNELM)                                                | |                                |
|                                                                                           | ADM リチャード・ランシング・コノリー 米国東大西洋及び地中海海軍司令官 (COMNELM)                                                              | 1946年〜1947年4月              |
| 米国東大西洋及び地中海海軍最高司令官 (CINCNELM)                                           | |                                |
|                                                                                           | ADM リチャード・ランシング・コノリー 肩書きの変更点: 米国東大西洋及び地中海海軍最高司令官 (CINCNELM)                                         | 1947年4月〜1950年12月          |
|                                                                                           | ADM ロバート・ボストウィックカーニー CINCNELM                                                                                                | 1950年12月〜1952年6月          |
|                                                                                           | ADM ジェラルド・ライト CINCNELM | 1952年6月〜1953年8月           |
| 米国東大西洋及び地中海海軍最高司令官 & 米国大西洋艦隊司令部司令官                         | |                                |
|                                                                                           | ADM ジェラルド・ライト 米国東大西洋及び地中海海軍最高司令官 & 米国大西洋艦隊司令部司令官                                                     | 1953年8月〜1954年3月           |
|                                                                                           | ADM ジョン・ハワード・キャサディー 米国東大西洋及び地中海海軍最高司令官 & 米国大西洋艦隊司令部司令官                                         | 1954年3月〜1956年5月           |
|                                                                                           | ADM ジェームズレミュエルホロウェイ・ジュニア 米国東大西洋及び地中海海軍最高司令官 & 米国大西洋艦隊司令部司令官                               | 1958年2月〜1958年9月           |
| 米国東大西洋及び地中海海軍最高司令官 & 米軍東大西洋司令官司令官                           | |                                |
|                                                                                           | ADM ジェームズレミュエルホロウェイ・ジュニア 米国東大西洋及び地中海海軍最高司令官 & 米軍東大西洋司令官                                       | 1958年9月〜1959年3月           |
|                                                                                           | ADM ロバート・リー・デニソン 米国東大西洋及び地中海海軍最高司令官 & 米軍東大西洋司令官                                                       | 1959年3月〜1960年2月           |
| 米国ヨーロッパ海軍司令官 米国東大西洋及び地中海海軍最高司令官 & 米軍東大西洋司令官        | |                                |
|                                                                                           | ADM ハロルド・ペイジ・スミス 米国ヨーロッパ海軍最高司令官 米国東大西洋及び地中海海軍最高司令官 & 米軍東大西洋司令官 欧州海軍最高司令官が設立 | 1960年2月〜1963年4月           |
|                                                                                           | ADM デビッド・ラマーマクドナルド 米国ヨーロッパ海軍最高司令官 米国東大西洋及び地中海海軍最高司令官 & 米軍東大西洋司令官                      | 1963年4月〜1963年6月           |
|                                                                                           | ADM チャールズ・ドナルド・グリフィン 米国ヨーロッパ海軍最高司令官 米国東大西洋及び地中海海軍最高司令官 & 米軍東大西洋司令官                  | 1963年6月〜1963年12月          |
| 米軍ヨーロッパ海軍最高司令官 & 米軍東大西洋司令官                                         | |                                |
|                                                                                           | ADM チャールズ・ドナルド・グリフィン 米軍ヨーロッパ海軍最高司令官 & 米軍東大西洋司令官                                                       | 1963年12月〜1965年3月          |
|                                                                                           | ADM ジョン・スミス・サッチ 米軍ヨーロッパ海軍最高司令官 & 米軍東大西洋司令官                                                                 | 1965年3月〜1967年5月           |
|                                                                                           | ADM ジョン・シドニー・ジャック・マケイン・ジュニア 米軍ヨーロッパ海軍最高司令官 & 米軍東大西洋司令官                                         | 1967年5月〜1968年7月           |
|                                                                                           | ADM ヴァルダマーFAウェント 米軍ヨーロッパ海軍最高司令官 & 米軍東大西洋司令官                                                                 | 1968年7月〜1971年6月           |
|                                                                                           | ADM ウィリアム・フロイド・ブリングル 米軍ヨーロッパ海軍最高司令官 & 米軍東大西洋司令官                                                       | 1971年6月〜1973年8月           |
|                                                                                           | ADM フォートワースハリントンバグリー 米軍ヨーロッパ海軍最高司令官 & 米軍東大西洋司令官                                                       | 1973年8月〜1974年5月           |
|                                                                                           | ADM ハロルドE.シアー 米軍ヨーロッパ海軍最高司令官 & 米軍東大西洋司令官                                                                       | 1974年5月〜1975年5月           |
|                                                                                           | ADM デヴィッド・ハリントンバグリー 米軍ヨーロッパ海軍最高司令官 & 米軍東大西洋司令官                                                         | 1975年5月〜1977年8月           |
|                                                                                           | VADM ジョセフ・パークムーラー 米軍ヨーロッパ海軍最高司令官 & 米軍東大西洋司令官                                                              | August 1977年8月〜1980年9月    |
|                                                                                           | VADM ロナルド・ジャクソン・ヘイズ 米軍ヨーロッパ海軍最高司令官 & 米軍東大西洋司令官                                                          | 1980年9月〜1983年1月           |
| 米軍ヨーロッパ海軍最高司令官 & 南ヨーロッパ連合軍司令官                                   | |                                |
|                                                                                           | ADM ウィリアム・ジェームズ・クロウ・ジュニア 米軍ヨーロッパ海軍最高司令官(NATO) & 米軍ヨーロッパ海軍最高司令官                               | 1983年1月〜1983年5月           |
|                                                                                           | ADM ウィリアム・ニューエル・スモール 米軍ヨーロッパ海軍最高司令官 & 南ヨーロッパ連合軍司令官                                                 | 1983年5月〜1985年5月           |
|                                                                                           | ADM リー・バゲット・ジュニア 米軍ヨーロッパ海軍最高司令官 & 南ヨーロッパ連合軍司令官                                                         | 1985年5月〜1985年11月          |
|                                                                                           | ADM アーサー・スタンリー・モロー・ジュニア 米軍ヨーロッパ海軍最高司令官 & 南ヨーロッパ連合軍司令官                                           | 1985年11月〜1986年12月         |
|                                                                                           | ADM ジェームズ・ブキャナン・ブジーIV 米軍ヨーロッパ海軍最高司令官 & 南ヨーロッパ連合軍司令官                                                 | 1987年3月〜1989年2月           |
| 米軍ヨーロッパ海軍最高司令官、 南ヨーロッパ連合軍司令官 & 米軍東大西洋司令官              | |                                |
|                                                                                           | ADM ジェームズ・ブキャナン・ブジーIV 米軍ヨーロッパ海軍最高司令官 & 南ヨーロッパ連合軍司令官                                                 | 1989年2月〜1989年5月           |
|                                                                                           | ADM ジョナサン・トランブルハウ 米軍ヨーロッパ海軍最高司令官、 南ヨーロッパ連合軍司令官 & 米軍東大西洋司令官                                  | 1989年5月〜1991年12月          |
|                                                                                           | ADM ジェレミー・マイケル・ボーダ, 米軍ヨーロッパ海軍最高司令官、 南ヨーロッパ連合軍司令官 & 米軍東大西洋司令官                               | 1991年12月〜1994年4月          |
|                                                                                           | ADM レイトン・ウォーレン・スミス・ジュニア 米軍ヨーロッパ海軍最高司令官、 南ヨーロッパ連合軍司令官 & 米軍東大西洋司令官                      | 1994年4月〜1996年7月           |
|                                                                                           | ADM トーマス・ジョセフ・ロペス 米軍ヨーロッパ海軍最高司令官、 南ヨーロッパ連合軍司令官 & 米軍東大西洋司令官                                  | 1996年7月〜'97年4月            |
| 米軍ヨーロッパ海軍最高司令官 & 南ヨーロッパ連合軍司令官                                   | |                                |
|                                                                                           | ADM トーマス・ジョセフ・ロペス 米軍ヨーロッパ海軍最高司令官 & 南ヨーロッパ連合軍司令官                                                       | '97年〜1998年10月              |
|                                                                                           | ADM ジェームズ・オレン・エリス・ジュニア 米軍ヨーロッパ海軍最高司令官 & 南ヨーロッパ連合軍司令官                                             | 1998年10月〜2001年10月         |
|                                                                                           | ADM グレゴリー・ゴードン・ジョンソン 米軍ヨーロッパ海軍最高司令官 & 南ヨーロッパ連合軍司令官                                                 | 2001年10月〜2002年10月         |
| 米国ヨーロッパ海軍（COMUSNAVEUR）司令官                                                   | |                                |
|                                                                                           | ADM グレゴリー・ゴードン・ジョンソン 米国ヨーロッパ海軍（COMUSNAVEUR）司令官                                                                 | 2002年10月〜2004年3月          |
| 米国ヨーロッパ海軍司令官 & NATO連合軍ナポリ司令部司令官                                   | |                                |
|                                                                                           | ADM グレゴリー・ゴードン・ジョンソン 米国ヨーロッパ海軍司令官 & NATO連合軍ナポリ司令部司令官                                                 | 2004年3月〜2004年10月          |
|                                                                                           | ADM マイケル・グレン・マレン 米国ヨーロッパ海軍司令官 & NATO連合軍ナポリ司令部司令官                                                         | 2004年10月〜2005年5月          |
|                                                                                           | ADM ヘンリー・ジョージ・ハリー・ウルリッヒ・III, 米国ヨーロッパ海軍司令官 & NATO連合軍ナポリ司令部司令官                                     | 2005年5月〜2007年11月          |
| 米国ヨーロッパ海軍司令官, 米国アフリカ海軍司令官 & NATO連合軍ナポリ司令部司令官           | |                                |
|                                                                                           | ADM マークP.フィッツジェラルド 米国ヨーロッパ海軍司令官, 米国アフリカ海軍司令官 & NATO連合軍ナポリ司令部司令官                               | 2007年11月〜2010年10月         |
|                                                                                           | ADM サミュエル・ジョーンズ・サム・ロックリアIII 米国ヨーロッパ海軍司令官, 米国アフリカ海軍司令官 & NATO連合軍ナポリ司令部司令官              | 2010年10月〜2012年2月          |
|                                                                                           | ADM ブルース・ワイド・クリンガン 米国ヨーロッパ海軍司令官, 米国アフリカ海軍司令官 & NATO連合軍ナポリ司令部司令官                             | 2012年2月〜2014年7月           |
|                                                                                           | ADM マークE.ファーガソンIII 米国ヨーロッパ海軍司令官, 米国アフリカ海軍司令官 & NATO連合軍ナポリ司令部司令官                                  | 2014年7月〜2016年6月           |
| 米国ヨーロッパ・アフリカ海軍司令官 & NATO連合軍ナポリ司令部司令官                         | |                                |
|                                                                                           | ADM ミシェル・ジャニン・ハワード 米国ヨーロッパ・アフリカ海軍司令官 & NATO連合軍ナポリ司令部司令官                                           | 2016年6月7日〜2017年10月       |
| 米国ヨーロッパ-アフリカ海軍司令官（COMCNE-CNA） & NATO連合軍ナポリ司令部（COMJFC Naples） | |                                |
|                                                                                           | ADM ジェームズG.フォグゴIII 米国ヨーロッパ-アフリカ海軍司令官（COMCNE-CNA） & NATO連合軍ナポリ司令部（COMJFC Naples）                        | 2017年10月20日〜 2020年7月17日 |
|                                                                                           | ADM ロバート・ピーター・バーク 米国ヨーロッパ-アフリカ海軍司令官（COMCNE-CNA） & NATO連合軍ナポリ司令部（COMJFC Naples）                     | 2020年7月17日〜現在            |